# Bosquerola caragroga
La bosquerola caragroga (Setophaga chrysoparia) és un ocell de la família dels parúlids (Parulidae).

## Hàbitat i distribució
Habita boscos de roures i cedres i matolls Texas (Estats Units).